# Флаг Эльтонского сельского поселения
Флаг Эльтонского сельского поселения Палласовского муниципального района Волгоградской области Российской Федерации — опознавательно-правовой знак, составленный и употребляемый в соответствии с вексиллологическими правилами, служащий символом Эльтонского сельского поселения, единства его территории, населения, прав и самоуправления.
Флаг утверждён 1 июня 2010 года и внесён в Государственный геральдический регистр Российской Федерации с присвоением регистрационного номера 6275.
Флаг Эльтонского сельского поселения является, наряду с основным муниципальным символом — гербом Эльтонского сельского поселения, официальным символом посёлка Эльтон. Среди прочего, флаг поднимается на плавсредствах принадлежащих посёлку Эльтон.

## Описание
«Флаг посёлка Эльтон Палласовского района Волгоградской области представляет собой прямоугольное полотнище с отношением ширины к длине 2:3, воспроизводящее композицию герба сельского поселения в жёлтом, синем и красном цветах».
Геральдическое описание герба гласит: «В золотом поле лазоревая десятиконечная звезда обременённая золотой раковиной, сопровождаемая в главе распростёртым червлёным орлом с золотым клювом и лапами. Щит увенчан муниципальной короной установленного образца».

## Обоснование символики
Флаг составлен на основании герба Эльтонского сельского поселения и отражает исторические, культурные, социально-экономические, национальные и иные местные традиции.